# Романовка (Уфа)
Рома́новка (Романо́вка) — историческая деревня в Дёме, с 2004 — в составе Дёмского района города Уфы.

## География
Расположена на луке, недалеко от устья реки Дёмы, на притоке старицы реки Белой.
Западнее Романовки, через Миловское шоссе, расположена деревня Мармылёво Уфимского района.

## История
Основана на реке Малаевке как сельцо Анненское в 1799 помещичьими крестьянами помещиков Романовских на территории Уфимского уезда. К 1865 занимались земледелием. Сохранился план сельца 1861.
С начала XX века фиксируется как деревня Романо́вка — название происходит от статской советницы Анны Ивановной Романовской, владевшей этими землями на рубеже XVIII–XIX веков. В 1906 учтён хлебозапасный магазин. Фиксировалась Романовская переправа на старице реки Белой. Возле деревни ранее находилась деревня Кустарёво.
До 1980 — в Авдонском сельсовете Уфимского района. С 1980 — в Жуковском сельсовете Уфимского района. К 2005 относилась к Дёмскому сельсовету города Уфы.
С 2004 года — в составе Уфы (Закон Республики Башкортостан от 17.12.2004 № 125-з (ред. от 06.11.2007) «Об изменениях в административно-территориальном устройстве Республики Башкортостан, изменениях границ и преобразованиях муниципальных образований в Республике Башкортостан» (принят Государственным Собранием — Курултаем — РБ 16.12.2004))
Из Закона…, п.46

…Изменить границы Жуковского сельсовета Уфимского района, Уфимского района, города Уфы, Демского района города Уфы согласно представленной схематической карте, передав деревню Романовка Жуковского сельсовета Уфимского района в состав территории Демского района города Уфы…
Упразднена и вошла в состав города согласно Закону Республики Башкортостан от 20 июля 2005 года N 211-з «О внесении изменений в административно-территориальное устройство Республики Башкортостан в связи с образованием, объединением, упразднением и изменением статуса населенных пунктов, переносом административных центров».  

11. Внести следующие изменения в административно-территориальное устройство Республики Башкортостан:
б) изменить границы населенного пункта город Уфа согласно представленной схематической карте, передав деревню Романовка Демского района города Уфы в состав территории населенного пункта город Уфа.

Исключить деревню Романовка Демского района города Уфы из учетных данных; 
У старицы реки Белой около деревни найдены шесть поселений эпохи мезолита — Романовские поселения.

## Улицы
- ул. Кустарёва
- ул. Романовка
- ул. Ольховая
- ул. Центральная
- ул. Школьная
- ул. Свободы
- ул. Сосновая

## Население
В 1865 проживало 86 человек в 15 дворах. В 1906 население — 99 человек, в 1920 — 166, в 1939 — 170, в 1959 — 243, в 1989 — 167, в 2002 — 111.